# 圣救主堂 (斯波莱托)

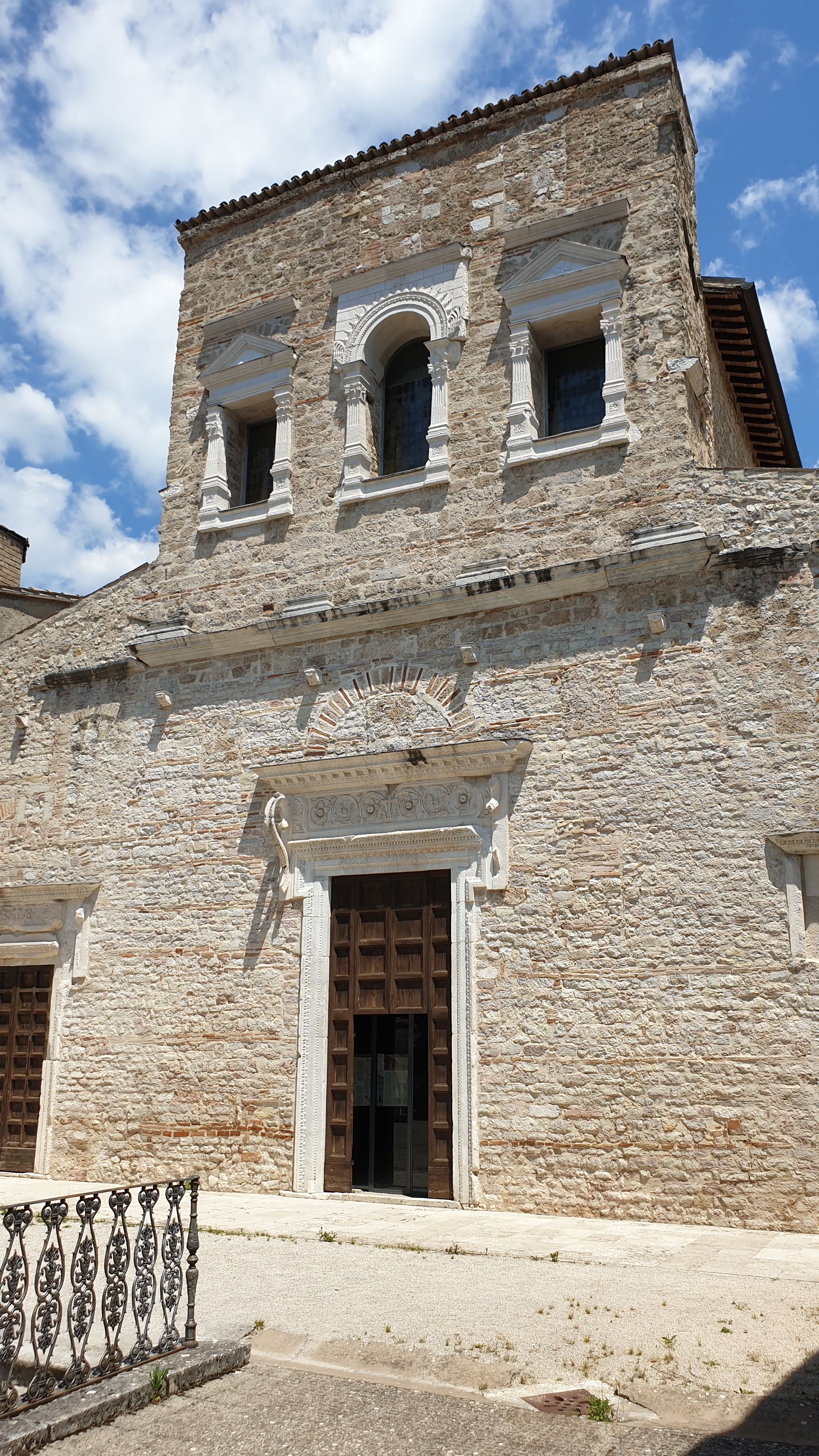

圣救主堂（San Salvatore）是一座罗马式风格的前大教堂教堂，位于意大利翁布里亚大区佩魯賈省斯波莱托的中世纪城墙外奇恰诺山上的公墓，公墓于1836年由建筑师伊雷内奥·亚历山德里设计。
八世纪时，伦巴第人修缮了教堂，是伦巴第建筑风格的见证，“标志着欧洲从古代到中世纪的过渡”。
2011 年联合国教科文组织宣布该堂为世界文化遗产"意大利伦巴第人遗址"的七个子项之一，其特点是建筑、绘画、雕塑和艺术的伦巴第元素。

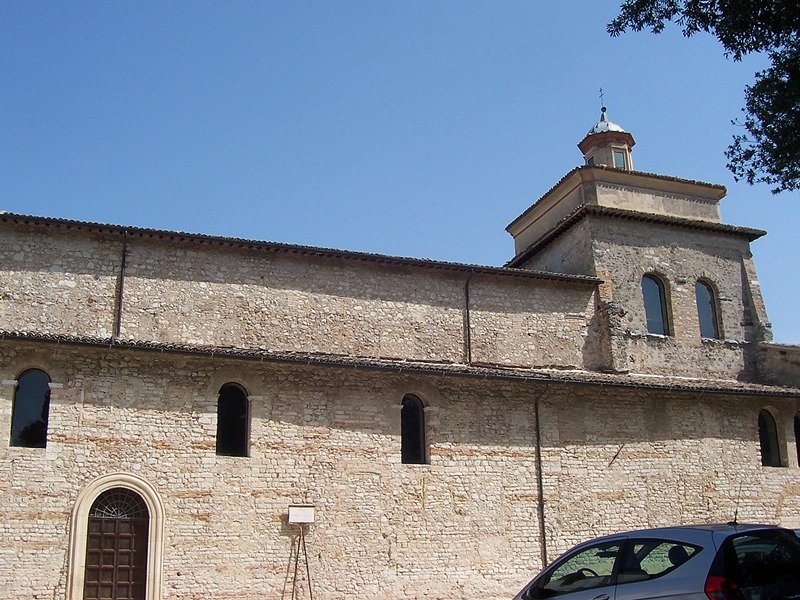
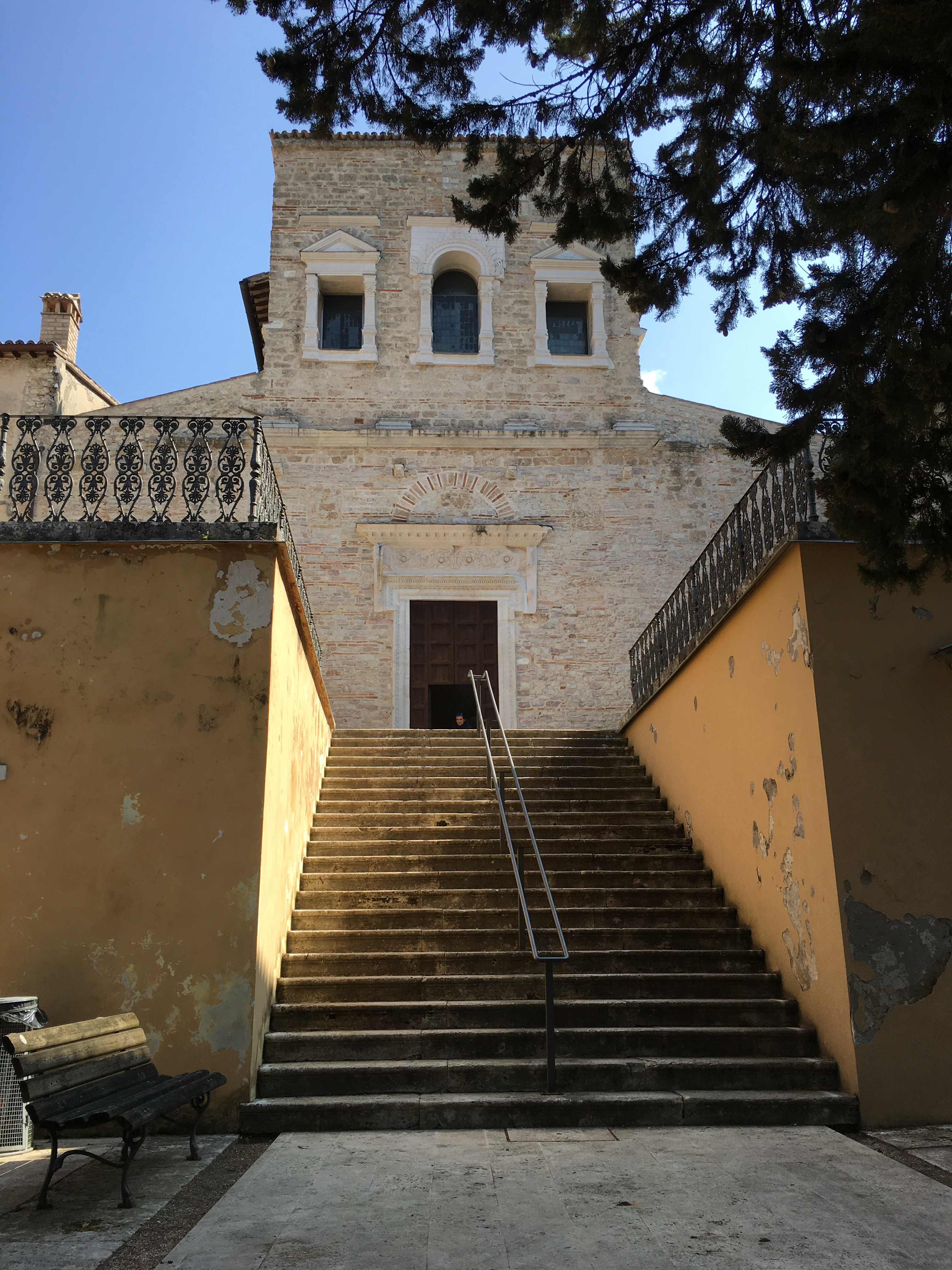
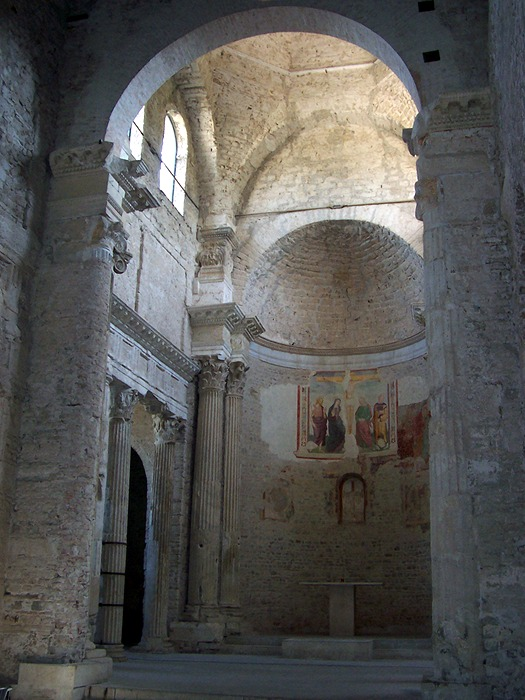
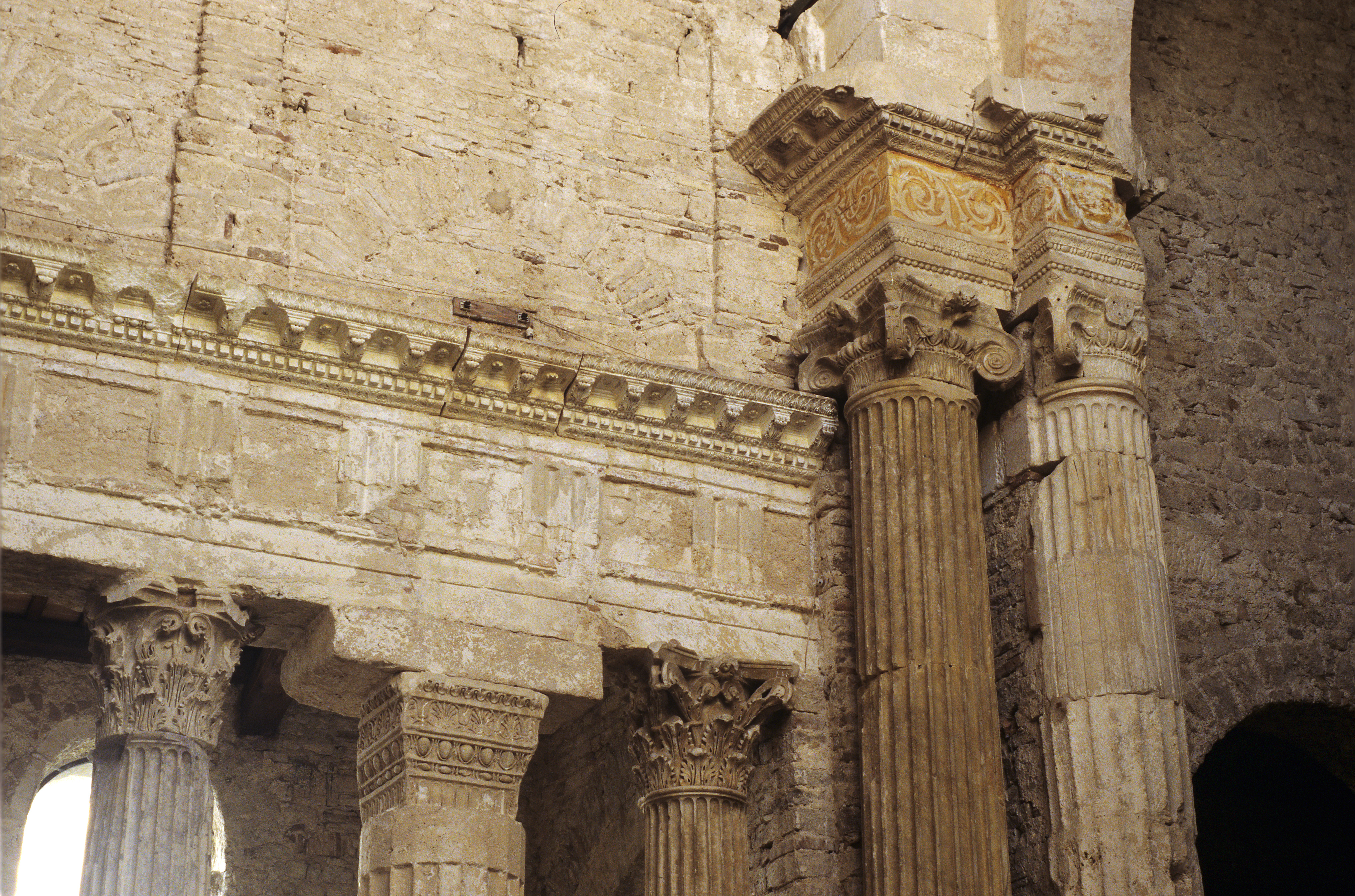
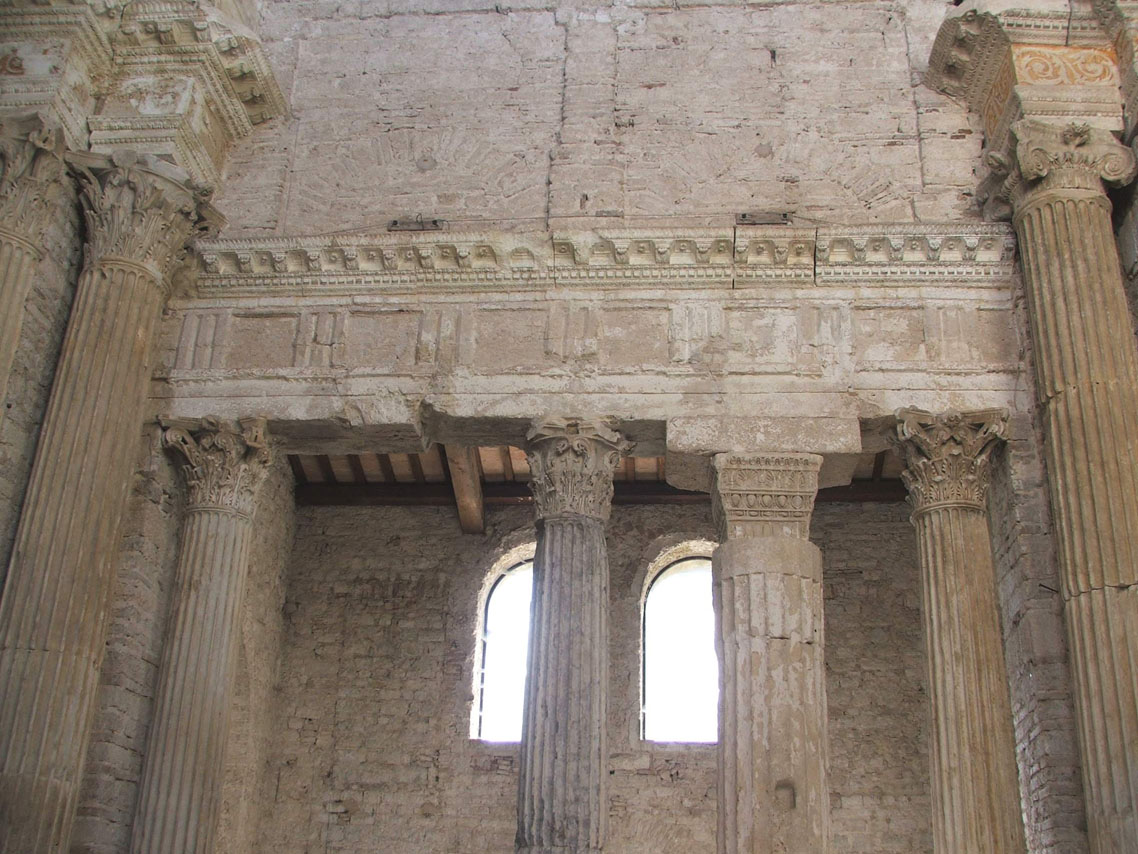
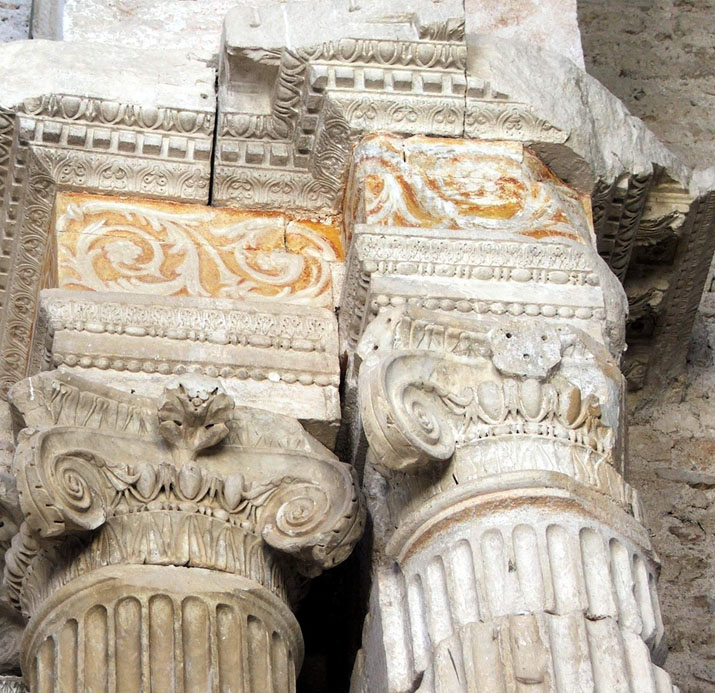